# Trận Xương Giang
Trận Xương Giang là trận đánh giữa quân khởi nghĩa Lam Sơn và quân đội Đại Minh tại thành Xương Giang năm 1427. Trận đánh kéo dài gần 1 năm và kết thúc bằng thắng lợi của quân Lam Sơn. Việc hạ thành Xương Giang giúp quân Lam Sơn gỡ bỏ được một cứ điểm quan trọng trên đường hành quân từ biên giới Lạng Sơn đến thành Đông Quan của viện binh nhà Minh sắp sang cứu ứng cho đại quân Vương Thông đang bị vây hãm.
Địa điểm Chiến thắng Xương Giang được xếp hạng là di tích lịch sử quốc gia đặc biệt năm 2020.

## Hoàn cảnh
Tháng 8 năm 1426, quân khởi nghĩa Lam Sơn đã làm chủ vùng đất từ Thanh Hóa trở vào Thuận Hóa. Quân Minh tại khu vực này phải co cụm vào cố thủ trong các thành. Thủ lĩnh quân Lam Sơn là Lê Lợi sai các tướng chia làm 3 đạo tiến quân ra bắc. Các cánh quân Lam Sơn liên tiếp thắng trận, làm chủ nhiều vùng đất Bắc Bộ, buộc quân Minh rút vào thành.
Tháng 10 âm lịch năm 1426, đạo quân của Vương Thông (gồm cả viện binh và quân cũ đóng ở Giao Chỉ) bị quân khởi nghĩa Lam Sơn đánh bại ở trận Tốt Động – Chúc Động. Vương Thông phải rút vào cố thủ trong thành Đông Quan.
Tháng chạp năm 1426 (tức đầu năm 1427 dương lịch) Lê Lợi sai các tướng Lê Sát, Lê Thụ, Nguyễn Lý và Lê Lãnh mang quân các lộ Khoái Châu, Lạng Giang đi đánh thành Xương Giang.

## Thành Xương Giang
Thành Xương Giang nằm ở đông bắc thành phố Bắc Giang hiện nay, thuộc địa phận các thôn Nam Giang, Đông Giang thuộc xã Xương Giang. Thành này do quân Minh đắp sau khi chiếm được nước Đại Ngu (1407).
Thành được xây bằng đất, các dấu tích còn lại cho biết thành hình chữ nhật, chiều dài theo hướng Đông-Tây đo được 600m, chiều rộng theo hướng Bắc-Nam 450m, diện tích 27ha, tường đắp đất cao dầy, bốn góc có pháo đài, hào rộng bao quanh, mở 4 cửa, cửa chính trông về phía Tây.
Thành này có vị trí rất quan trọng, nằm trên con đường ngàn dặm, có các dịch trạm nối suốt từ Quảng Tây với Đông Quan.

## Diễn biến

### Quân Minh cầm cự
Các tướng nhà Minh trấn giữ thành Xương Giang là Kim Dận, Lý Nhậm, Mã Trí, Lưu Nhuận, Lưu Tử Phụ và Cố Phúc. Trong đó Lý Nhậm là viên tướng mới đến nhận chức tại đây. Các tướng Minh rất chú trọng việc giữ thành làm điểm tựa trên con đường rút lui và cho viện binh tiến sang. Thấy Vương Thông bại trận, quân Lam Sơn mạnh và đông hơn, các tướng Minh rút vào thành phòng giữ.
Lê Lợi cũng đặc biệt chú trọng tới thành Xương Giang. Ông ra lệnh cho các trấn đã nằm dưới quyền kiểm soát của quân Lam Sơn vận chuyển lương thực cung cấp cho lực lượng đánh thành Xương Giang.
Tháng 2 năm 1427, tướng giữ thành Nghệ An là Đô đốc Thái Phúc đầu hàng quân Lam Sơn, nộp thành. Lê Lợi sai Thái Phúc đến dưới thành Xương Giang kêu gọi Lý Nhậm đầu hàng. Lý Nhậm không chịu, mắng và định lấy súng bắn Thái Phúc. Quân Lam Sơn bèn mang Thái Phúc đi.
Các tướng lĩnh Lam Sơn bèn tập trung quân đánh thành. Trong quân có cả voi, dùng hàng rào rùa đen, xe Lã công, thang mây vây đánh. Lý Nhậm và Cố Phúc trong thành cho những người già, phụ nữ và thiếu niên ở lại giữ thành, tự mình mang quân tinh nhuệ mở cửa thành xông ra. Quân Lam Sơn hơi lùi, quân Minh bèn tiêu hủy những chiến cụ đánh thành.
Sau đó quân Minh yếu thế hơn lại phải rút vào thành. Quân Lam Sơn đắp lũy bên ngoài, dùng pháo bắn đạn rót vào trong thành. Lý Nhậm và Cố Phúc nhân lúc đêm tối lại mang quân ra đánh vào trại quân Lam Sơn. Hai bên giằng co không phân thắng bại.
Lê Sát và Nguyễn Lý lại dùng cách sai quân đào địa đạo, muốn đi ngầm vào thành. Lý Nhậm cho đào hào chắn ngang và ném đá xuống, nên những binh sĩ Lam Sơn đột nhập đều tử trận.
Quân Lam Sơn tấn công suốt 6 tháng. Hai bên giao tranh hơn 30 trận, quân Minh trong thành chết hơn một nửa nhưng quân Lam Sơn vẫn không hạ được thành.

### Quân Lam Sơn hạ thành
Tại nhiều thành trì khác bị vây hãm, thành đã bị hạ hoặc quân Minh ra hàng. Đến mùa thu năm 1427, viện binh của Minh Tuyên Tông điều động do Liễu Thăng và Mộc Thạnh chỉ huy chia làm hai cánh sắp tiến sang. Lê Lợi lo lắng, điều thêm Trần Nguyên Hãn (mới được phong Thái úy) mang thêm quân tiếp viện cho Lê Sát và Nguyễn Lý, giục phải đánh hạ gấp thành Xương Giang.
Được dân địa phương ủng hộ, các tướng Lam Sơn dùng kế khuếch trương lực lượng, dựng thành giả đối diện với thành Xương Giang để quân Minh tưởng lực lượng bên ngoài rất áp đảo. Quân Lam Sơn chặt tre và nứa trong những vùng lân cận và cùng dân hợp sức dựng thành. Dân làng Đông Nham dựng thành, còn dân làng Nam Xương vẽ hình gạch xây thành. Chỉ qua một đêm, thành dựng xong. Hôm sau, quân Minh trong thành nhìn ra xa đã thấy tòa thành dựng xong rất ngạc nhiên, suy giảm tinh thần chiến đấu.
Trần Nguyên Hãn và Lê Sát đốc quân đánh thành gấp. Có lực lượng đông đảo, các tướng chia quân ra bốn mặt, cùng lúc dùng các chiến cụ và khí giới hiện có như hỏa pháo, thang mây, tên lửa, nỏ cứng; lại đào địa đạo lần nữa, cùng lúc đánh từ bốn mặt thành. Trong lực lượng đào hào xuyên thành có cả sự tham gia của dân địa phương.
Trong thành, quân Minh giao tranh liên tục 9 tháng, lực lượng bị mất mát, tướng sĩ mỏi mệt, lương thực không còn đủ dùng. Sau một giờ giao tranh, quân Lam Sơn trèo thang mây đánh lên, cuối cùng chiếm được cửa thành. Lý Nhậm cố sức đốc suất quân lính ra đánh để chiếm lại cửa thành, bị quân Lam Sơn đánh lui.
Lý Nhậm lại đốc quân tiến đánh lần nữa nhưng vẫn bị đánh bật lại. Ba lần Lý Nhậm tiến ra đều bị quân Lam Sơn đẩy lùi. Lúc đó các tướng Lam Sơn ở phía sau dùng voi trận và huy động thêm quân tiến vào. Trước thế mạnh của quân Lam Sơn, Lý Nhậm, Kim Dận và Cố Phúc chống không nổi, đều tự vẫn. Viên quan văn là Mã Trí, Chỉ huy Lưu Thuận, Tri phủ Lưu Tử Phụ cũng thắt cổ chết. Mấy ngàn quân Minh cùng dân không hàng bị giết.
Chiếm được thành, Lê Lợi hạ lệnh mang ngọc lụa và con gái trong thành thưởng hết cho tướng sĩ. Tổng binh Vương Thông ở Đông Quan nghe tin, làm 2 bài văn tế các tướng sĩ nhà Minh tử trận tại đây.
Sử cũ ghi nhận ngày 8 tháng 9 năm Đinh Mùi (1427), thành Xương Giang bị hạ. Thời điểm đó, sử Việt ghi nhận chỉ cách 10 ngày trước khi cánh quân cứu viện của Liễu Thăng tiến sang; sử Trung Quốc lại ghi nhận thời điểm thành bị hạ chỉ cách 2 ngày Liễu Thăng vào cửa Ải Lưu.
Biết quân Minh sẽ tiến đến vùng này, Lê Lợi hạ lệnh cho dân các xứ Lạng Giang, Bắc Giang, Tam Đái, Tuyên Quang, Quy Hóa dời vợ con của quân sĩ đi xa để tránh địch.

## Kết quả và ý nghĩa
Hạ được thành Xương Giang, quân Lam Sơn đã chiếm được cứ điểm rất quan trọng trên đường hành quân từ Trung Quốc đến Đông Quan của viện binh nhà Minh tiếp ứng cho Vương Thông.
Quân Lam Sơn hạ thành sát ngày viện binh tiến sang khiến tin tức không thông. Viện binh nhà Minh vẫn tin tưởng thành Xương Giang còn giữ được. Vì vậy, ngay cả khi các tướng trụ cột như An Viễn hầu Liễu Thăng, Bảo Định bá Lương Minh và Thượng thư bộ Binh là Lý Khánh đã chết, các tướng còn lại vẫn cùng Đô đốc Thôi Tụ cùng Thượng thư bộ Công Hoàng Phúc cố sức chỉ huy quân sĩ chiến đấu, đánh lui nhiều đợt vây hãm và chặn đánh của quân Lam Sơn để tiến từ ải Chi Lăng về phía thành Xương Giang.
Thôi Tụ và Hoàng Phúc hy vọng nếu vào được thành Xương Giang, cánh quân này có chỗ trú an toàn, tạm tránh được sự uy hiếp của quân Lam Sơn đông đảo và mạnh mẽ để tìm cách liên lạc với Vương Thông ở Đông Quan. Nhưng khi đến gần thành, quân Minh mới biết thành đã bị hạ, tướng sĩ đều rất sợ hãi, không dám tiến lên nữa. Thôi Tụ buộc phải đóng quân ở ngoài cánh đồng Xương Giang trống trải giữa lúc mưa to gió lớn, kết quả không lâu sau bị quân Lam Sơn vây áp 4 mặt, tổng tấn công tiêu diệt và bắt sống toàn bộ. Cuộc tổng tấn công này diễn ra ở cánh đồng ngoài thành Xương Giang.
Việc hạ thành Xương Giang trước ngày viện binh tiến sang góp phần đẩy nhanh hơn quá trình tiêu diệt cánh quân viện binh của Liễu Thăng – Thôi Tụ, làm tan rã ý chí chiến đấu của cánh quân viện binh của Mộc Thạnh (đi đường Vân Nam) và ý chí kháng cự của 10 vạn quân Minh của Vương Thông ở thành Đông Quan. Chiến thắng kịp thời ở Xương Giang góp phần đẩy nhanh thắng lợi của khởi nghĩa Lam Sơn. Do dân các làng địa phương góp công đánh hạ thành, sau khi lên ngôi, Lê Thái Tổ chia đất trong thành Xương Giang cũ cho 5 làng cày cấy không phải nộp thuế gọi là “điền thành”. Ruộng này gồm 25 héc ta, được dân địa phương duy trì đến tận năm 1955. Khi tiến hành cải cách ruộng đất, số ruộng trên mới không còn là "công điền" nữa mà xung vào hợp tác xã.